# تن فنگ
تن فنگ (به لاتین: Tênh Phông) یک منطقهٔ مسکونی در ویتنام است که در استان دین‌بین واقع شده‌است.